# Чехословашки вълчак
Чехословашкият вълчак (на словашки: Československý vlčiak; на чешки: Československý vlčák) е порода кучета, произлизаща от бивша Чехословакия (в земите на днешна Словакия).
Получена е в резултат на експеримент от кръстосване на немска овчарка с вълк, с цел да бъде създадена порода, обединяваща най-добрите качества на двата вида. През 1982 става национална порода на Чехословакия, а през 1999 е призната от МФК.
Чехословашките вълча много приличат на вълци. Най-ниските женски са 60 см, а мъжките – 65 см, но няма горна граница. Форматът на тялото е правоъгълен, с 9:10 съотношение височина:дължина или по-малко. Външният вид на главата може да покаже пола. Има много силна челюст с пълен комплект зъби (42). Имат голям гръден кош. Оцветяването може да бъде жълто-сиво или сребърно сиво, а козината е къса, права и много гъста.
Много обичат цялото семейство на стопанина си. Вълчакът лесно се научава да живее сред другите животни, които отглежда семейството. Лесно е да се премахне страстта на тези кучета към лова, но само когато са малки. Никога не бива да се изолират, а трябва да бъдат социализирани. Женските представители на породата са по-контрулируеми от мъжките. Тези кучета са игриви и темпераментни.